# Convent de les Carmelites Descalces (Ulldecona)
El Convent de les Carmelites Descalces fou un antic convent a la vila Ulldecona (Montsià). Fins al 1971 l'edifici va funcionar com a convent de Carmelites descalces, establertes a Ulldecona el 1899 i dedicades a l'ensenyament i la sanitat. El 1969 van tancar el col·legi i tres anys més tard van abandonar la població, passant els seus arxius a Roma. Sembla que aquest edifici és el mateix que anteriorment havien ocupat les monges de la consolació, entre els anys 1864 i 1870, utilitzat anteriorment com a hospital municipal. Quan van marxar les monges carmelites va ser utilitzat com a magatzem municipal.

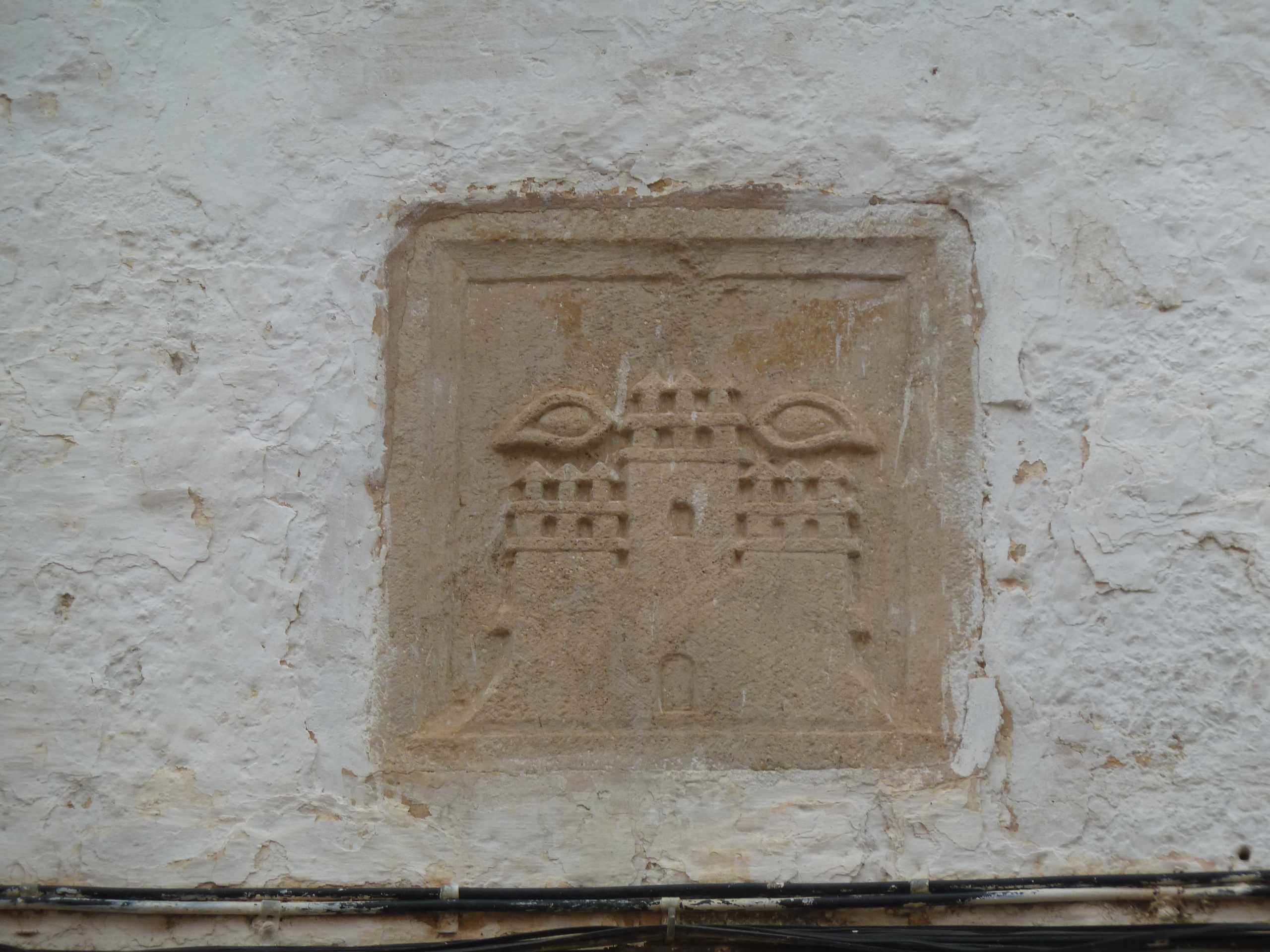
Detall de l'escut de la façana

Es tracta d'un edifici entre mitgeres amb façana al Carrer Major i pati posterior, compost de planta i un pis. L'antic convent ha estat reformat modernament, però conserva la seva estructura a la majoria de sectors. La capella no ha estat remodelada, no obstant això, es troba força degradat, ja que va ser un magatzem municipal. És de planta rectangular de 5 trams coberta amb una volta apuntada amb els trams separats per una motllura sobre mènsules. En el sector del presbiteri es cobreix amb volta de creueria. El primer tram és ocupat pel cor. Es conserva l'estructura de fusta d'un retaule neogòtic, força malmès i amb petits medallons on s'inscriuen escenes de la passió. Els murs interiors estan arrebossats i pintats simulant carreus. A la façana es veuen dues portes, un balcó i una obertura circular al nivell del cor. Sobre la porta d'accés a la capella es conserva un antic escut de la vila, actualment poc perceptible.